# 2025年6月洛杉磯抗議
2025年6月洛杉磯抗議是自2025年6月6日起，加州洛杉磯郡爆發反對移民突襲的抗議行動。起因是美国移民和海关执法局在洛杉磯多個地點展開拘捕行動，逮捕無證移民，引發民眾不滿並走上街頭。抗議在6月6日升級為街頭暴動，示威者與洛杉矶警察局及移民局人員發生激烈衝突。大多数抗议活动以和平方式进行，发生在洛杉矶市中心大约五个街区的范围内。
翌日（6月7日），抗議延燒至派拉蒙與康普顿，與聯邦部隊的對抗更加激烈。在情勢惡化下，時任總統唐納·川普依據美國法典第10编 § 第12406節決定直接向加州國民兵下命令，並調派300名兵力進駐洛杉磯維持秩序，這是自1965年以来国民警卫队首次在未经州长请求的情况下被动员。多个团体和独立抗议者组织并参加了抗议活动。五角大楼于6月9日调动700名海军陆战队员进驻该市。包括加州州长加文·纽森在内的批评人士认为，军方的反应为时过早、具有煽动性，且是为了政治利益与威权主义，引发了关于军事应对抗议活动还是用警察控制抗议活动的争论。此次抗议中，有超过500名示威者被捕，另有多名执法人员和抗议者受伤。
洛杉矶的反ICE抗议活动激发了纽约、芝加哥和达拉斯等美国其他城市的反ICE抗议活动。

## 背景
2024年11月，在共和黨人唐納·川普擊敗民主黨人賀錦麗贏得總統大選之後，洛杉磯市議會宣布該市為庇護城市。川普的移民政策引起了加州移民社群的關切。川普政府官員警告說，庇護城市將成為移民打擊行動的目標。2024年总统竞选期间，特朗普还表示，他将在未经州长同意的情况下使用军队结束抗议活动，而他的助理在他的第一任期内曾劝阻他不要这样做。
2025年5月，川普政府開始推行一項以工作場所為重點的遣返行動策略。

## 抗议过程

### 6月6日
6月6日上午9时15分（太平洋夏令时间），洛杉矶时尚区发生一起移民突袭，另外两次突袭分别发生在一家服装批发商和一家家得宝门店。有超过100人在上述三处地点被捕。多名联邦特工使用闪光弹回应抗议活动。抗议者与特工在大都会拘留中心爆发冲突。参与突袭的特工佩戴有联邦调查局、国土安全调查局和烟酒火器及爆炸物管理局的徽章。国土安全调查局表示，有44人因涉嫌违反移民法而被捕，另有一人因妨碍公务被捕；美国加利福尼亚中区联邦地区法院临时首席法官比尔·埃塞利表示，服务业雇员国际工会加州主席戴维·韦尔塔因阻挡车辆而被捕，并被控犯有共谋妨碍公务的重罪。韦尔塔因受伤被送往医院，随后被转移到大都会拘留中心。洛杉矶人道移民权利联盟主任安吉丽卡·萨拉斯表示，在七次突袭行动中共拘留45人。
抗议活动在逮捕行动后开始。抗议者与身着防暴装备的ICE特工在韦斯特莱克的家得宝附近发生冲突。ICE还在一家服装店逮捕了数人，并与活动人士发生冲突。截至晚上7时，约有200名抗议者仍留在警察局，随后洛杉矶警察局宣布抗议活动为非法集会，下令抗议者解散。在“一些抗议者向警察投掷碎混凝土块”后，洛杉矶警察局与抗议者发生激烈对峙，警方使用催泪瓦斯、胡椒喷雾和闪光弹驱散人群。在接下来的一个小时里，警察局授权使用非致命性弹药。晚上8时24分，全市发布战术警报。

### 6月7日
反对突袭的抗议活动一直持续到周六。据加州派拉蒙市市长佩吉·莱蒙斯称，抗议者看到国土安全部官员在当地分支机构附近集结，随后在家得宝附近发生了冲突。国土安全部估计，有1,000人在该大楼前抗议。洛杉矶人道移民权利联盟主任安吉丽卡·萨拉斯表示，洛杉矶共进行了七次突袭，45人被拘留。至少有两人受伤。据《纽约时报》报道，抗议活动延误了对被拘留者的处理。加州州长加文·纽森宣布，将部署加州公路巡逻队保护洛杉矶的高速公路。据国土安全部称，截至6月7日，洛杉矶已逮捕118名无证移民。
在派拉蒙市，抗议者用购物车和回收箱封锁街道。联邦特工随后发射了闪光弹和胡椒球彈，造成两人受伤。抗议者向边境巡逻车投掷石块和水泥。据报道，世界社会主义网站记者在记录抗议活动时受伤，其中一名记者被美国移民官员用橡皮子弹从背部击中。据洛杉矶人道移民权利联盟的一名律师称，一些抗议者扔砖头，其他人也有受伤迹象。下午2时30分，洛杉矶警察局使用扬声器发布驱散令。洛杉矶县警局警员随后对抗议者使用催泪瓦斯驱散。一名抗议者投掷的石块击中ICE车辆的挡风玻璃，导致一名ICE特工受伤。晚上8时左右，两人因涉嫌袭警被捕，其中一人据称投掷燃烧瓶，导致三名警员受轻伤。英国摄影记者尼克·斯特恩在报道派拉蒙一家家得宝附近的抗议活动时，被警方发射的非致命子弹击中，随后接受手术。据报道，家得宝经常被用来雇佣流动工人进行日工。
抗议者还聚集在洛杉矶市中心的大都会拘留中心，执法人员组成散兵线驱散抗议者。晚上11时前不久，抗议者在洛杉矶市中心的一个十字路口向一辆正要离开该地区的警车投掷并击中物体。同日晚，抗议活动蔓延到康普顿，几名示威者投掷装满据称闻起来像汽油的物质的玻璃瓶。
在接受福克斯新闻采访时，白宫执法和驱逐行动执行副主任汤姆·霍曼宣布，国民警卫队将于当晚进驻洛杉矶。当晚，唐纳德·特朗普总统签署备忘录，派遣2,000名加州国民警卫队成员参与抗议活动。特朗普援引美國法典第10编 § 第12406節将国民警卫队联邦化。国防部长皮特·赫格塞斯在推文中表示，彭德尔顿营的现役海军陆战队员处于“高度戒备”状态。

### 6月8日

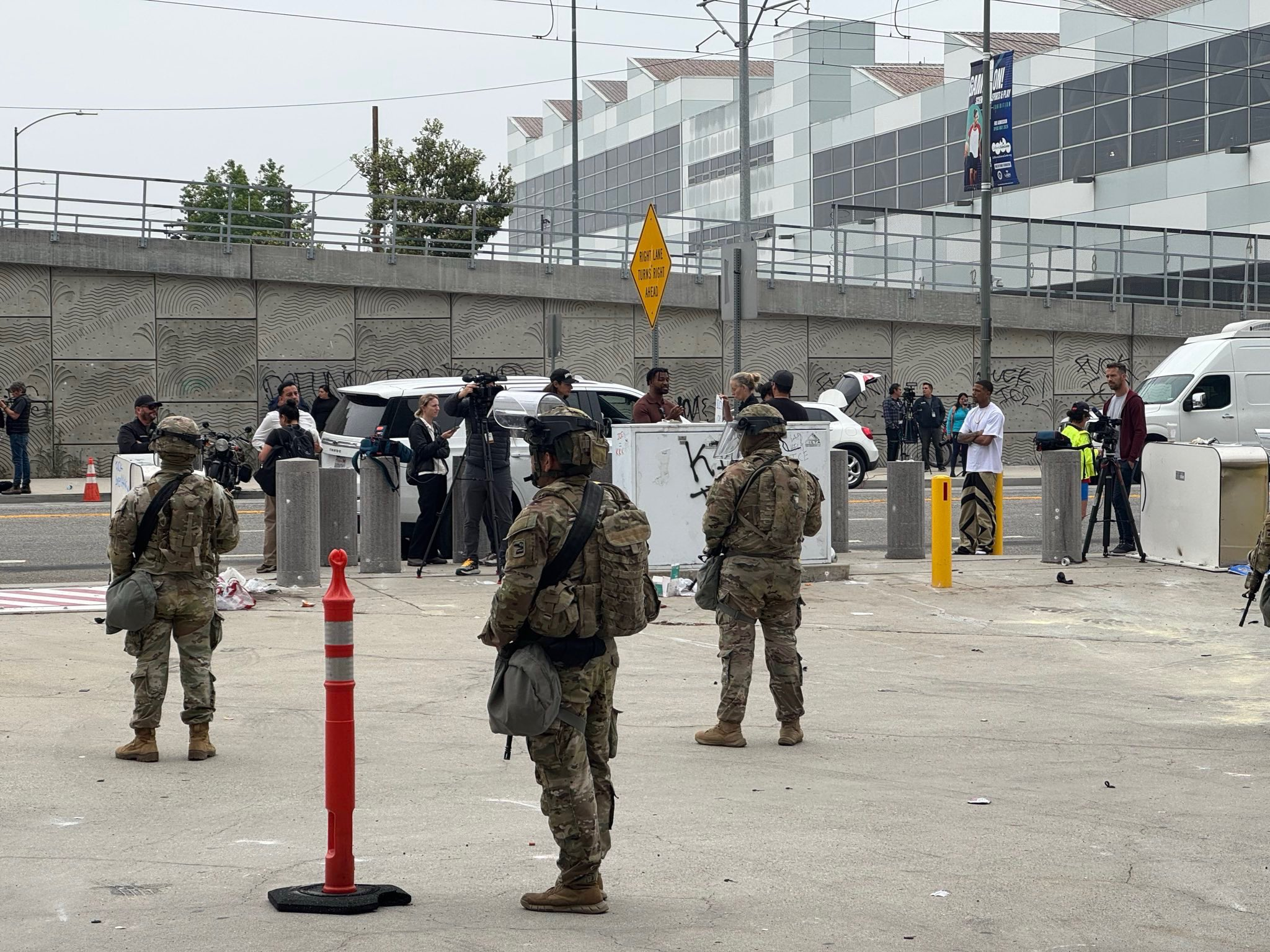
加州國民兵進駐洛杉磯

抗议活动在清晨逐渐平息，但仍在持续，组织者呼吁当天继续抗议。上午11时30分，社区服务组织举行集会，随后游行至洛杉矶市中心的拘留中心。洛杉矶市政厅外的抗议活动发生在下午2时左右。
来自第79步兵旅战斗队的300名加州陆军国民警卫队士兵被部署到洛杉矶的三个不同地点；大多数士兵在联邦大楼外出现。在赫格塞斯的指挥下，来自海军陆战队空地作战中心二十九棕榈村的约500名现役海军陆战队员被置于“准备部署状态”。在大都会拘留中心，国民警卫队和国土安全部官员使用烟雾弹和胡椒喷雾驱散抗议者，并为国土安全部、边境巡逻队和其他军用车辆进入拘留中心开辟道路。国民警卫队士兵也抵达了洛杉矶市中心的拘留中心外。
霍曼在接受NBC新闻采访时表示，如果抗议活动继续下去，“会有人丧命”，并指出加州州长加文·纽森和洛杉矶市长凯伦·巴斯可能会因对ICE突袭行动的反应而面临联邦指控。特朗普后来威胁说，如果抗议活动蔓延到其他城市，他将“在各地派遣军队”，并表示“如果我们看到对我们的国家和公民构成危险”，海军陆战队将在当地部署。
下午2:30，洛杉矶警察局中央分局宣布洛杉矶市进入“战术警戒”状态。洛杉矶警察局中央分局随后宣布，已授权使用非致命性弹药驱散抗议活动，向警察投掷物品的人将被逮捕，事件指挥官已宣布此次集会为非法集会。在阿拉米达和圣殿公园地区的一场抗议活动中，两名洛杉矶警察局警察被试图突破冲突线的摩托车手撞伤。两名骑手均被拘留，警察在现场接受治疗。洛杉矶警察局宣布，在洛杉矶市中心的市政中心地区有多人被逮捕，其中包括数名被拘留并被戴上扎带的人。
下午4时前，抗议者进入洛杉矶市中心的101号国道并阻塞交通，导致警方随后关闭双向高速公路。洛杉矶警察局宣布，由于抗议活动，部分高速公路和多条街道禁止车辆通行。警方报告称，有人向警察发射烟花，还向警车投掷石块、摩托车和煤渣块，并试图焚毁警车。抗议者还向警察和其他人投掷煤渣块。五辆Waymo无人驾驶汽车遭到破坏、焚烧和摧毁。洛杉矶警察局官员警告说，燃烧的锂离子电池会释放有毒气体。Waymo于次日暂停服务并将其车辆从洛杉矶市中心移走，但一位发言人表示，示威者不认为汽车是故意针对的投掷目标。该服务仍在洛杉矶的其他地区运营。下午4时左右，纽森致信国防部长赫格塞斯，要求他撤销特朗普部署国民警卫队的命令，称这是“严重侵犯州权”。
当晚，洛杉矶警察局在社交媒体上宣布，洛杉矶市中心地区全域均被视为非法集会区，并敦促所有人离开。
洛杉矶警察局报告称，第六街和百老汇大街（洛杉矶市中心）附近以及第八街和百老汇大街附近的商店皆有抢劫事件发生。据报道，垃圾箱和垃圾桶内还发生了多起火灾。包括洛杉矶警察局总部、美国法院和旧洛杉矶时报大楼在内的建筑皆被人涂鸦。至少有一家商店的窗户被据称的抢劫者砸碎。洛杉矶警察局总部的多扇窗户也被砸碎。
美国北方司令部成立一支正式的特遣部队，即第51特遣部队，以协调军事响应。一份官方声明称：“作为美国北方司令部的陆地部队司令部，美国北方陆军组建了第51特遣部队，并任命一名两星上将，作为对第十条部队的地面指挥和控制单位。”该特遣部队由斯科特·M·谢尔曼少将指挥。
深夜，格伦代尔市决定终止与ICE的拘留协议，部分原因是对洛杉矶抗议和骚乱的反应。

### 6月9日
下午早些时候，服务雇员国际工会在格兰德公园组织集会，有数千人参加。参议员亚当·希夫和亚历克斯·帕迪拉致信国土安全部和司法部，要求对逮捕韦尔塔一事进行审查。当天下午晚些时候，韦尔塔以5万美元的保释金获释。
抗议者在一座联邦大楼上涂鸦，并在街上高呼“国民警卫队滚出洛杉矶”、“ICE滚出洛杉矶”、“特朗普滚出洛杉矶”和“你真丢脸”等口号。手持防暴盾的警卫警告抗议者不要靠近大楼，只能走人行道。夜幕降临后，许多抗议者被警察用扎带绑住，后被抬上洛杉矶警察局的一辆警车。其他抗议者向警察投掷包括烟花在内的物品。CNN的一名工作人员和两名与其一起工作的安保人员被短暂拘留，但后来被释放，没有受到任何指控。一辆特萊蒙多新闻采访车也遭到抗议者的破坏。警方在告诉人们清理现场并停止向扬声器投掷物品后，向市中心的一群抗议者投掷闪光弹和橡皮子弹。多家商店遭到洗劫，包括一家苹果零售店、一家阿迪达斯商店、一家珠宝店和一些药店。破碎的商店窗户上被喷涂上“抵制ICE”（No ICE）字样。约有30人砸碎一家CVS药店的大门，准备从中偷窃。博物馆也遭到破坏。洛杉矶警察局宣布进入战术警报，并补充说“所有制服人员必须继续执勤”。截至晚上9:30，警察和警员仍然保持大量警力，但所有抗议者均已离开该地区，并开始清理工作，包括清理街道上的瓦砾、清扫玻璃以及涂抹文字与涂鸦。
特朗普在白宫对记者发表讲话时，将抗议者描述为“叛乱者”。许多媒体猜测这种说法可能为他援引1807年《反叛亂法》提供了理由。特朗普进一步表示，他认为应该逮捕加州州长纽森，并表示“如果我是汤姆，我也会这么做”。汤姆指的是曾被纽森嘲讽要去加州逮捕他的汤姆·霍曼。纽森随后不久回应称：“我希望永远不会在美国看到这样的一天”，“这是迈向威权主义的明确一步”。
特朗普在真实社交上写道：
“如果他们吐口水，我们就动手”。这是美国总统就洛杉矶发生的灾难性骚乱发表的声明，这场骚乱是由加文·纽森煽动起来的。叛乱分子有朝国民警卫队男女队员和其他人吐口水的倾向。这些爱国者被告知要接受这一点，这就是生活的常态。但在特朗普政府的领导下，情况并非如此。如果他们吐口水，我们就动手，我向你们保证，他们将遭受比以往任何时候都更猛烈的打击。这种不尊重是绝对不能容忍的！
截至中午，部署到洛杉矶的国民警卫队兵力已从300人增加到1,000人。CNN和NBC洛杉矶分台报道，根据五角大楼的消息，来自海军陆战队空地作战中心二十九棕榈村的700名海军陆战队员（来自第7海军陆战队第2营）将与国民警卫队一起在洛杉矶部署。同一天，特朗普又批准部署2,000名国民警卫队成员，使国民警卫队总数超过4,100人。
晚上9时左右，CNN记者杰森·卡罗尔被拘留，其所属团队的两名摄制组成员也被捕。深夜，《旧金山纪事报》刊登了美国国土安全部长克里斯蒂·诺姆写给国防部长皮特·赫格塞斯的一封外泄信件，信中请求“指示国防部部队要么拘留违法者，就像在任何由军队守卫的联邦设施中一样，直到他们被联邦执法部门逮捕和处理，或者逮捕他们。”诺姆还请求在洛杉矶提供“无人机监视支持”以及武器和后勤援助。

### 6月10日
6月10日下午，在北洛杉矶街300号联邦大楼、爱德华·R·罗伊巴尔联邦大楼和大都会拘留中心外的市中心地区再度爆发抗议活动。下午2时过后不久，洛杉矶警察局宣布这次集会为非法集会。警方在下午3时左右接到驱散令后开始逮捕抗议者。抗议者还再次短暂地转移到101号美国国道上，随后被警方驱散。
截至6月10日，部署到洛杉矶的国民警卫队成员人数已达2,100人。有目击者发现国民警卫队陪同和保护ICE特工执行移民逮捕任务。部署的700名海军陆战队员也于当天抵达大洛杉矶地区。
洛杉矶市长巴斯宣布当地进入紧急状态，并宣布从晚上8时到次日早上6时在洛杉矶市中心一平方英里的区域内实行宵禁，以应对23家商铺遭到涂鸦破坏和其他抢劫的情况。宵禁区域以5号州际公路、10号州际公路和110号州际公路为界，以及上述三条公路交汇处。受影响的街区包括但不限于时尚区、金融区、穷街、艺术区和华埠。一名在住所附近行走的女子被洛杉矶警察局使用非致命性弹药近距离射击。

### 6月11日
洛杉矶市中心在同一时间内发生三起独立的抗议活动。在第二天宵禁生效前，警察在推搡一群抗议者时发射泡沫弹和闪光弹。
据市议员马里奥·特鲁希略称，6月11日，唐尼市多处地点遭到移民执法人员突袭，包括家得宝、L.A. Fitness、永援圣母教堂前的人行道以及唐尼纪念基督教堂。CHIRLA估计，自6月6日以来，约有300名移民被拘留。该组织表示，由于仅与五名被联邦拘留的人交谈过，因此无法确定许多被拘留者的所在地。
洛杉矶县警长罗伯特·卢纳表示，洛杉矶县警长办公室与部署的军事人员之间的沟通“有限”，军方与市长办公室之间也没有任何沟通。此外，三个代表军人家庭的倡导团体报告称，许多加州国民警卫队和海军陆战队队员对被部署到国内表示不合理，士气“不高”。

### 6月12日
据《纽约时报》报道，6月12日上午，洛杉矶市中心没有发生抗议活动的报告。
美国联邦参议员亚历克斯·帕迪利亚在国土安全部长克里斯蒂·诺姆于洛杉矶举行的新闻发布会上试图提问后，被强行带走。帕迪利亚离开会场后随即被按倒在地并戴上手铐。帕迪拉亚随后在一份声明中表示：“如果这就是本届政府回答参议员提问的方式……我只能想象他们会对整个洛杉矶社区、整个加州乃至全国的农场工人、厨师、日工做些什么。”在帕迪拉亚被带离新闻发布会之前，诺姆表示，政府计划将洛杉矶从州长和市长的“沉重领导”中“解放”出来。

### 6月13日
约200名海军陆战队士兵进驻洛杉矶，並且接替部分加州國民兵在洛杉矶联邦机构设施外執勤。当天海军陆战队在威尔希尔联邦大楼外拘捕一名平民。

### 6月14日
6月14日，洛杉矶举行了多场“无王抗议”活动，与此同时，反ICE抗议活动仍在继续。中午 12时02分，洛杉矶警察局因抗议活动联合向市政中心、历史核心区和金融区发出了交通警告。数百人聚集在洛杉矶联邦大楼前抗议，对驻扎在大楼的海军陆战队和国民警卫队成员发出嘘声并高呼“耻辱”（shame）一词。人群随后被警方从联邦大楼驱散。

### 6月17日
6月17日，洛杉矶市长巴斯宣布解除在市中心区域已实施一周的宵禁。当天，特朗普政府向洛杉矶增派2000名来自第49宪兵旅的国民警卫队士兵。
6月17日上午，一名20岁的沃尔玛员工（美国公民）目睹边境巡逻人员在皮科里维拉的沃尔玛门店前逮捕另一名员工。他将另一名员工的垃圾桶移到巡逻人员的车辆前后，巡逻人员将第一名员工推倒在地并将其逮捕。检察官比尔·埃塞利声称他殴打了一名巡逻人员的脸，但旁观者的视频并未显示这一幕。当晚，被捕员工的好友在皮科里维拉举行抗议活动，高呼“ICE滚出皮科”（ICE out of Pico）的口号，并挥舞着墨西哥和美国国旗。

### 6月19日
洛杉矶道奇队报告称，ICE特工试图进入道奇体育场但被拒之门外，抗议者随后聚集在体育场外。国土安全部对此提出异议，称这些特工来自美国海关及边境保护局，并非试图进入体育场。道奇队与圣地亚哥教士队原定的比赛仍按计划举行。

### 6月20日
洛杉矶县各地继续开展多起移民突袭行动，联邦特工在试图逮捕当地一家洗车场的工人时遭遇了数百名抗议者的袭击。
洛杉矶道奇队发表声明，将与洛杉矶市政府协调，捐赠100万美元用于法律服务，以帮助受突袭影响的移民社区。副总统JD·万斯于傍晚抵达洛杉矶，并参观了威尔希尔联邦大厦。在前往参加共和党全国委员会的筹款活动之前，他没有与州和地方当局会面，并拒绝所有当地媒体出席新闻发布会。他声称洛杉矶需要“摆脱移民”，并嘲笑当地官员，包括称他的前参议院同事、参议员亚历克斯·帕迪利亚为“何塞·帕迪利亚”。

## 影响

### 成本
洛杉矶官员在6月10日的新闻发布会上宣布，一夜之间至少有23家商户遭到抢劫，损失估计达数百万美元。
五角大楼估计，4000名国民警卫队士兵和700名海军陆战队员的总部署将持续60天，耗资约1.34亿美元。

### 拘留外国公民

#### 印度尼西亚
6月10日，印度尼西亚外交部宣布，驻洛杉矶领事馆已获得ICE在突袭行动中拘留两名印尼公民的相关信息，并正在与当地政府协调，争取获得领事协助。这两名印尼公民的身份分别为53岁的女性和48岁的男性。前者因非法移民身份被捕，而后者则因有毒品违法记录和非法入境美国而被捕。

#### 墨西哥
墨西哥驻洛杉矶总领事卡洛斯·冈萨雷斯·古铁雷斯宣布，截至6月7日，至少有11名墨西哥国民被捕，并将为他们提供法律服务。次日，墨西哥总统克劳迪娅·辛鲍姆证实已有35名墨西哥国民被捕，并在新闻发布会上评论说“他们不是罪犯”。6月9日，辛鲍姆敦促美国当局尊重正当程序和人权。

### 全国响应
抗议活动在美国全国多个城市引发响应。6月8日，旧金山ICE办公室外爆发声援抗议活动，最终以警方逮捕148人告终。两名警察在该市的抗议活动中受伤，有多栋建筑和车辆受损。
在纽约市，26号联邦广场外再度发生一场声援抗议活动，最终警方拘留多人。另外有二十多人在特朗普大厦抗议时被捕。之后，数百名抗议者聚集在纽约街头，举着“ICE滚出纽约市”的标语。在圣安娜，数人在圣安娜联邦大楼前的抗议活动中被捕。多个城市的警察使用催泪瓦斯驱散抗议者，包括奥斯汀和佐治亚州的比福德。同日，大批抗议者聚集在芝加哥市中心举行游行。纽约爆发游行抗议，附近地区交通瘫痪，至少15人被捕。在旧金山，约有200名抗议者聚集在旧金山移民法庭外。西雅图、丹佛、奥斯汀、达拉斯、华盛顿特区和波士顿等地也爆发了抗议活动。
2025年6月14日，正值美国陆军250周年阅兵和特朗普79岁生日当天，美国全国爆发无王抗议，数百万人参与了全国各地的2千多场抗议活动。

### 记者遇袭
据美联社报道，截至6月10日，已有20多名记者被执法部门逮捕或“殴打”，令新闻自由组织质疑记者是否被故意作为重点目标。国际非政府组织无国界记者6月10日表示，至少发生了35起针对记者的袭击事件，其中30起来自执法部门。保护记者委员会、第一修正案联盟和新闻自由基金会在致国土安全部部长克里斯蒂·诺姆的一封信中表示担忧，“联邦官员似乎故意针对仅仅在报道新闻的记者”。洛杉矶新闻俱乐部秘书报告说，该组织记录了30多起记者、摄影师和其他媒体专业人员受到警方行动影响的事件，这些行动包括搜查记者的材料和包，以及向他们发射催泪瓦斯和橡皮子弹。

#### 澳大利亚
6月8日，澳大利亚9News记者劳伦·托马西在报道洛杉矶市中心大都会拘留中心外的抗议活动时，腿部被橡皮子弹击中，当时警方正开始驱散抗议者。该录像在澳大利亚被反复播出。澳大利亚总理安东尼·阿尔巴尼斯称此次枪击事件是“有针对性的”，并表示他已向特朗普政府交涉。澳大利亚外交贸易部发表声明称“所有记者都应能安全地开展工作”。阿尔巴尼斯和参议员马特·卡纳万都表示，托马西的枪击事件似乎是有针对性的，卡纳万补充说，他只看了部分视频，“不愿妄下结论”。
同日，澳大利亚广播公司的工作人员在报道抗议活动时遭到催泪瓦斯袭击。6月10日，同一组工作人员又遭到胡椒弹袭击。

#### 英国
2025年6月8日，英国记者兼摄影师尼克·斯特恩被一枚非致命性的3英寸（76）射弹击中，接受了紧急手术。由于他的伤口开裂，需要物理治疗。6月9日，ITV电视网《早安英国》节目的主持人在直播过程中被橡皮子弹击中。

#### 美国
据报道，6月7日，世界社会主义网站记者在记录抗议活动时受伤，其中一名记者被美国移民官员用橡皮子弹从背部射击。同日，南加州新闻集团的一名记者被警察用胡椒球子弹射击。
6月8日，一名《纽约时报》记者遭到枪击，但没有受重伤。
6月9日，《纽约邮报》新闻摄影师托比·坎汉姆正在拍摄驻扎在高速公路下方的加州公路巡警，记录抗议活动及其应对情况。据报道，拍摄期间，一名加州公路巡警将枪口对准聚集的记者开枪射击，一颗橡皮子弹击中坎汉姆的前额。
6月10日，《洛杉矶每日新闻》记者瑞安·梅纳和摄像师肖恩·贝克纳-卡米切尔遭到枪击。

#### 中国
6月9日，中国新华社的一位记者在洛杉矶被警方的催泪弹击中胳膊，另一位摄影记者被警方的橡皮子弹击中受伤。

## 分析
据路透社报道，此次抗议活动是特朗普总统自1月份上任以来在国内遭遇的最强烈抗议，并成为全国范围内关于移民、抗议、联邦武力用于国内事务、总统权力界限以及言论和集会自由等辩论的焦点。报道称，ICE特工使用面具和巴拉克拉瓦头套引发了人们对缺乏问责和恐吓手段的担忧。尽管有暴力事件发生，但大多数抗议活动以和平方式进行。特朗普在没有州长合作的情况下将国民警卫队联邦化，这是自1965年塞尔玛蒙哥马利游行以来首次采取此类行动。
特朗普政府利用社交媒体曝光抗议者与联邦当局之间的暴力冲突，尽管大部分冲突采取和平手段。抗议者使用墨西哥国旗作为象征，而政府则将其描绘成“外国入侵”的证据。抗议期间，虚假图片、错误信息和阴谋论在社交媒体上迅速传播，其中大多数错误地暗示整座城市都陷入了暴力之中，并对移民和民主党人表示愤怒，以及赞扬特朗普。
《纽约时报》称，特朗普政府寻求与加州州长纽森对抗，“就其政治议程核心问题，与深蓝州的顶级政治对手展开摊牌”。路透社称，这让特朗普得以“兜售其强硬的移民政策，同时声称加州如果没有他的干预就无法制止暴力”。《纽约时报》随后的报道称，民主党对抗议活动采取谨慎态度，并认识到共和党人“巧妙地”能够“将自由派议员描绘成对不法行为的容忍者”，并警告抗议者不要中特朗普的圈套。Axios称，特朗普利用抗议活动迫使共和党人在国会支持他的“大而美法案”，并转移人们对该法案以及他最近与埃隆·马斯克争执的报道。报道还称这为特朗普的政治基础提供了“红肉”，知名的“让美国再次伟大”活动人士越来越多地呼吁进一步部署军队，逮捕反对其政策的民主党人和合法居民。

### 与其他事件的比较

#### 1992年暴动
学者认为此次抗议活动与1992年洛杉矶暴动截然不同，几乎没有可比性。许多人指出，当前的抗议活动基本上是和平手段进行，不针对居民，对房屋或企业造成的破坏相对较小，且规模亦较小，只局限于洛杉矶市中心的五个街区内。
6月10日，洛杉矶韩裔美国人联合会驳斥小唐纳德·特朗普的一条推文。小特朗普在推文中写道“让屋顶上的韩国人再次伟大！”（ "Make Rooftop Koreans Great Again!"），并配上了一张屋顶上男子的照片，以此暗指1992年洛杉矶暴动，当时韩裔美国人向袭击他们商店的抢劫者开枪。联合会呼吁不要将此类事件用于任何政治目的，除非指责美国移民和海关执法局的突袭行动缺乏正当法律程序。
拍摄小特朗普在X上发布的照片的摄影记者姜亨元表示，他断章取义地拍摄了这张照片，由于小特朗普没有回应他将照片从账户中删除的请求，他已联系律师采取法律行动。

#### 2021年国会山骚乱
司法部长帕姆·邦迪在接受记者采访时驳斥了特朗普赦免国会山骚乱被告的做法与特朗普政府对洛杉矶暴力事件和抗议活动采取更加强硬的应对措施之间形成双重标准的说法。纽森州长回应称，特朗普的应对措施前后矛盾，他只反对对他有利的违法和暴力行为。

### 动用兵力

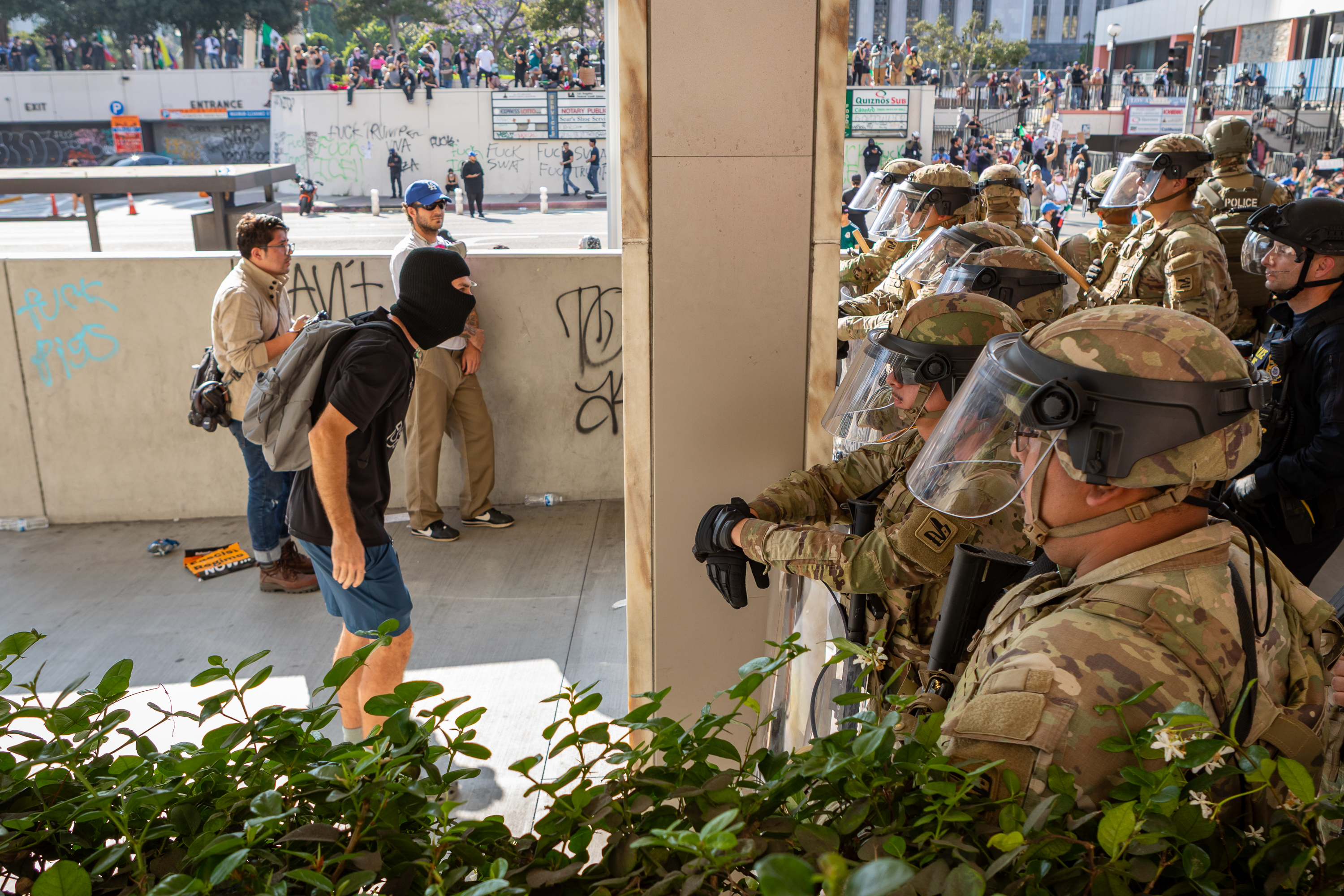
6月10日，加州国民警卫队在洛杉矶与抗议者对峙

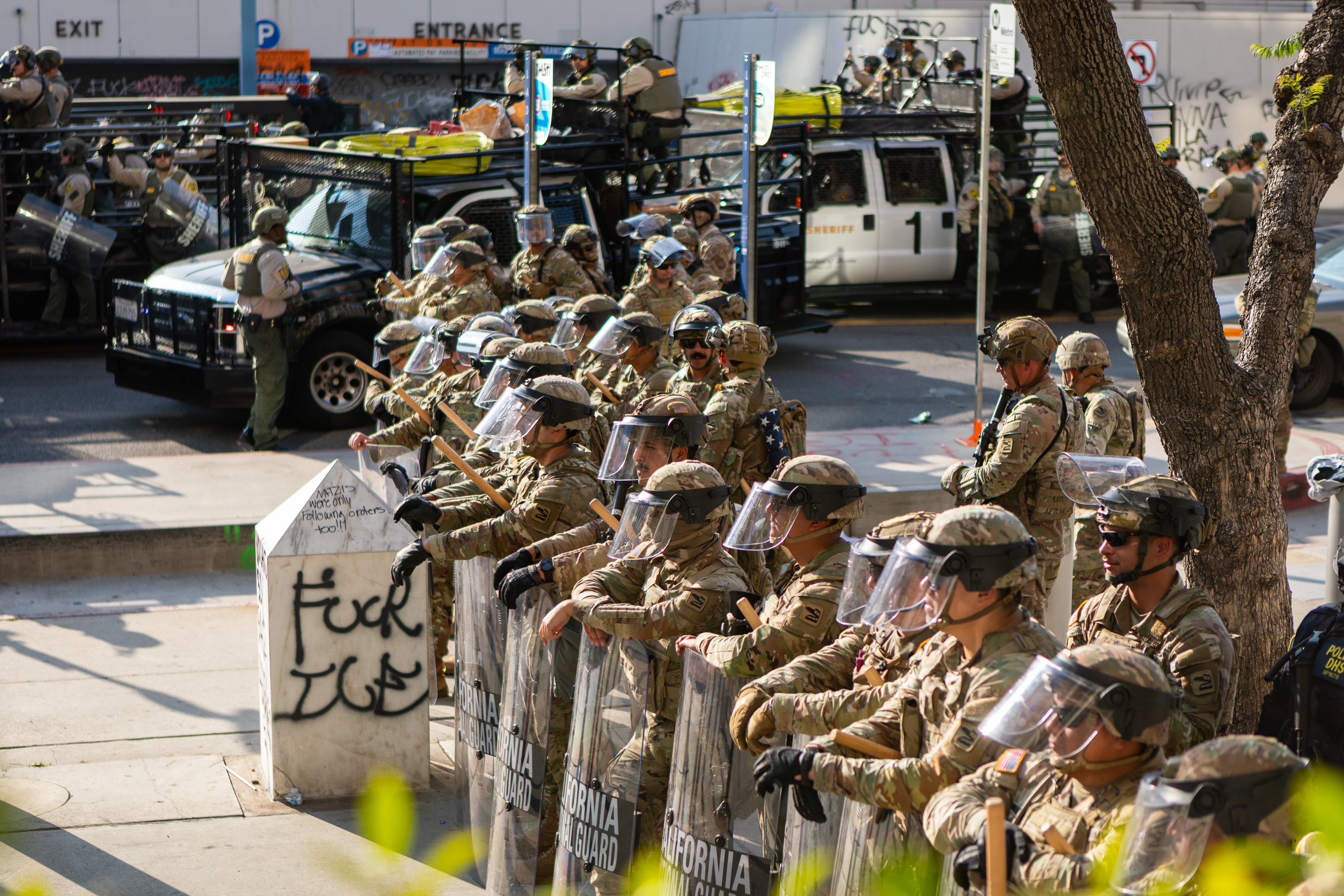
6月12日，加州国民警卫队在洛杉矶，其图片中的石柱写有“FUCK ICE”（去你妈的ICE）的字句

《纽约时报》将加州国民警卫队的联邦化和部署描述为特朗普“突破总统权力的界限，并引发批评，称他为了政治利益而激化局势”，因为他将这些事件描绘成“对国家的生存威胁”，并采用一个被围困国家的言论，特朗普表示他需要“解放洛杉矶”，使其免于“移民入侵”。其他军事语言包括将抗议者称为“叛乱者”和“暴力叛乱暴徒”，称他们对美国主权造成威胁，特朗普需要防止洛杉矶“被夷为平地”，以及他不会允许“一座美国城市被外国敌人入侵和征服”。
《经济学人》称，特朗普的回应几乎不关心恢复秩序，并表示其目的是“制造对抗”，同时加剧“抗议、暴力和镇压的循环”，以使政府受益。《政客》报道称，特朗普的回应是试图避免乔治·弗洛伊德之死相关抗议活动重演，当时有人建议他不要部署军队，特朗普的回应是出于他对选民执政授权的信念，这一信念推动了他在2024年总统选举中获胜，同时也是对其他市和州领导人的警告。
6月9日，特朗普表示局势“得到很好的控制”，并下令增派2,000名国民警卫队士兵和700名海军陆战队员进入洛杉矶。美国北方司令部表示，这些部队将在“第51特遣部队”的指挥下开展行动，第51特遣部队是洛杉矶部队的军事编号。特朗普政府宣称，驻扎在洛杉矶的军队比在伊拉克或叙利亚的军队还要多，并暗示将在更多城市部署更多军队。《卫报》报道称，数十名海军陆战队和加州国民警卫队士兵对此次部署“深感不满”，感觉自己像是“一场他们不想加入的政治斗争中的棋子”。

#### 国民警卫队和军事部署的合法性
据《纽约时报》报道，多名法律学者表示，特朗普部署国民警卫队的法律理据并未得到他所引用法律的授权，相反，他似乎是在宣布可疑的紧急状态以积聚行政权力。《政客》称，特朗普所述的法律理据“如此罕见而戏剧性的举措，其依据站不住脚，甚至是人为的”，并可能加剧新一轮的骚乱。
分析人士表示，目前尚不清楚特朗普根据何种授权向洛杉矶部署现役海军陆战队，而美联社报道称，五角大楼正在“忙于”为将配备标准制式武器的海军陆战队制定交战规则。法学教授史蒂夫·弗拉德克质疑国防部长皮特·赫格塞斯在应对行动中采取的行动是否合法，他认为这些行动超出了特朗普总统为保护财产和人员而发表的有限声明。
《军事时报》报道称，此次军事部署引发了专家和前国防官员的重大法律和政治担忧。他们指出，保护联邦财产的官方命令使军队执行了一项“尴尬且可能危险的任务”，这“有可能使这些部队看起来像是在执行执法任务”，并将其卷入党派政治。该报进一步指出，特朗普在“可能发生”抗议活动的城市部署军队的行政命令范围过广，可能允许军队在其他城市开展行动。前少将保罗·伊顿称此次部署是军队政治化的一个例子，可能是动用《反叛乱法》的前奏。
6月9日清晨，纽森州长宣布计划起诉特朗普政府，原因是在未与其办公室协商的情况下部署国民警卫队，称其“非法且不道德”。加州总检察长罗伯·邦塔于当天晚些时候向加州北区地方法院提起诉讼，该诉讼被指派给查尔斯·布雷耶法官审理，他亦是前最高法院大法官史蒂芬·布雷耶的弟弟。翌日，邦塔提交了一份紧急申请，要求颁发临时限制令，声称国民警卫队的联邦化不仅损害了该州的主权、耗费了该州的资源，而且“加剧了紧张局势，并助长了（而不是平息）内乱”。布雷耶拒绝了邦塔的紧急裁决请求，并批准了特朗普政府的请求，给予更多时间回应州长的申请。该政府于6月11日提出反对意见，称该诉讼是“粗鲁的政治噱头”，并辩称特朗普的决定不受法院审查。6月12日，布雷耶法官批准加州提出的临时限制令动议，禁止联邦部署国民警卫队，并在进一步听证会期间将国民警卫队的控制权交还给纽森。布雷耶表示，特朗普没有部署国民警卫队的法定权力，其行为违反了美国宪法第十修正案。然而在当天晚些时候，在布雷耶的裁决生效之前，特朗普政府随即向美国联邦第九巡回上诉法院提出上诉，法院最终暂停该裁决，并安排于6月17日举行听证会。6月20日，第九巡回上诉法院一个由三名法官（两名特朗普第一任期任命的法官及拜登任命的一名法官）组成的合议庭一致裁定，总统继续拥有加州国民警卫队的指挥权。所依据的是美国联邦最高法院1827年的判例莫特诉马丁案（25 U.S. 19, 1827）。

#### 露营与后勤
据媒体报道，士兵被部署到洛杉矶时没有得到足够的帐篷、移动厕所和垃圾箱，而且截至6月9日，士兵的睡眠地点仍不得而知。高级军事领导人表示，士兵们将继续睡在地板上或户外，直到6月12日，届时联邦官员将决定是否制定更永久的住所计划。6月11日，士兵们在海豹滩海军武器站的户外帆布床上睡眠。

## 反应

### 加利福尼亚州

#### 地方
洛杉矶市长凯伦·巴斯对此次突袭表示批评，称“作为一个自豪的移民城市的市长，我对所发生的事情深感愤怒，移民以多种方式为我们的城市做出了贡献。这些手段在我们的社区中散播恐怖，破坏了我们城市安全的基本原则”，随后她补充道“我们不会容忍这一行为”。6月7日，她宣称“每个人都有权和平抗议，但……暴力和破坏是不可接受的，肇事者将被追究责任”。巴斯还提到，洛杉矶被联邦政府用作“试验案例”。6月11日，巴斯举行新闻发布会，超过30名来自周边城市的民选官员出席。
洛杉矶县警局否认参与移民突袭行动，另外洛杉矶警察局也否认参与民事移民执法行动。
洛杉矶足球俱乐部的球迷在6月8日对阵堪萨斯城体育会的比赛中，在BMO体育场举行了90分钟的静默抗议，并打出标语批评ICE的突袭。
洛杉矶县都会运输局表示，尽管实行宵禁，但该局仍将在6月13日、14日和15日洛杉矶道奇队和旧金山巨人队的比赛期间开行从联合车站发出的道奇体育场快线，对于持有门票等到场证明的球迷将不受宵禁限制。
国家冰球联盟表示正在密切关注2025年NHL选秀的进展情况，选秀将于6月27日至28日在活力洛城孔雀剧院举行。
中北美洲及加勒比海足球協會表示密切关注2025年美洲金盃的局势，该赛事将在SoFi體育場和尊严健康体育公园举行。此外，2025年国际足联俱乐部世界杯比赛将在玫瑰碗球场举行，这也引发了人们的担忧。

#### 州政府
加州州长加文·纽森对戴维·韦尔塔的拘留予以谴责。众议员吉米·戈麦斯、卢兹·里瓦斯、诺玛·托雷斯和卢·科雷亚到关押被拘留者的拘留中心探访。戈麦斯声称拘留者“无法按时获得食物和水”，也无法“获得药品”。
纽森后来在电视讲话中批评特朗普总统动员加州国民警卫队的决定，称其“故意煽动”，“只会加剧紧张局势”；他还敦促抗议者“永远不要使用暴力”，要“和平地表达自己的想法”。针对特朗普授权向洛杉矶增派2,000名国民警卫队队员，纽森称此举“鲁莽”且“不尊重我们的军队”。据《纽约时报》报道，加州民主党人曾私下表示担心特朗普会将该州国民警卫队联邦化，但承认他们的法律选择有限。《金融时报》称，部署国民警卫队的命令将“加剧特朗普政府与加州之间的紧张关系”。加州就其绕过州长将国民警卫队联邦化的决定起诉特朗普政府。
参议员亚当·希夫和亚历克斯·帕迪利亚谴责国民警卫队调动至洛杉矶。帕迪利亚称此次调动是“一项完全不恰当且具有误导性的任务”，而希夫则称其“史无前例”，并表示此举“旨在加剧紧张局势、制造混乱并使局势升级”。
太平洋夏令时间6月10日下午6时30分，纽森向加州和全国发表电视讲话，批评特朗普派遣国民警卫队和海军陆战队前往洛杉矶，称这是对民主的攻击。

### 美国

#### 特朗普政府

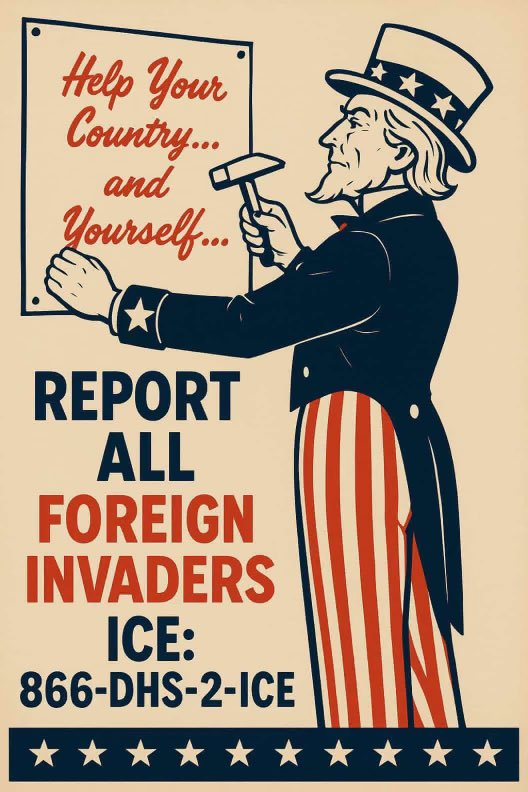
2025年6月11日，国土安全部在X上发布了一张二战风格的反移民宣传海报，要求读者在洛杉矶抗议期间向ICE举报“外国侵略者”

特朗普政府敦促民主党人谴责抗议活动，并指责“左翼”煽动抗议活动。国土安全部指责凯伦·巴斯和加文·纽森助长所谓的暴力行为。特朗普后来称赞国民警卫队。特朗普在布拉格堡纪念美国陆军成立250周年的演讲中，将抗议者描述为“牲畜”和“外国敌人”，并表示“我们将解放洛杉矶，让它再次自由、清洁和安全”。特朗普在社交媒体上发帖称，向警察吐口水的抗议者将被“动手”，“不尊重警察的行为将不会被容忍”。美国副总统JD·万斯谴责抗议活动，称抗议者是“叛乱分子”和“极左翼暴徒”，并呼吁“果断的领导”。他后来将矛头指向纽森，在推特上敦促他“做好你的工作”。众议院议长迈克·约翰逊表示，纽森应该被“涂上焦油，粘上羽毛”。
国土安全部长克里斯蒂·诺姆警告说，抗议者将被起诉。联邦调查局局长卡什·帕特尔回应巴斯发誓“不会容忍这种行为”的推文时表示“我们会容忍”。美国移民和海关执法局代理局长托德·莱昂斯批评洛杉矶警察局据称两个多小时没有对抗议活动做出反应。联邦调查局副局长丹·邦吉诺表示将对抗议活动进行调查。白宫政策副幕僚长兼总统国土安全顾问斯蒂芬·米勒在推特上写道：“驱逐入侵者，否则向叛乱投降。”米勒还声称，如果抗议活动继续下去，美国将不复存在。
6月5日，美国小企业管理局局长凱莉·萊夫勒在X宣布，小企业管理局将洛杉矶地区办事处迁至此处，理由是该市“公开拒绝与ICE合作”。两天前，众议院通过一项法案，要求小企业管理局将包括洛杉矶在内的所有庇护城市办事处迁出。

#### 政治人物
佛蒙特州联邦参议员伯尼·桑德斯谴责特朗普政府正将美国迅速推向威权主义。罗德岛州联邦参议员杰克·里德批评特朗普派遣700名海军陆战队员前往洛杉矶的决定，称其试图“将军队用作政治武器”。特拉华州联邦参议员克里斯·康斯也对美国海军陆战队的部署表示批评，他说：“令人遗憾的是……调动的是那些为太平洋战争而不是洛杉矶街头训练的美国海军陆战队员。”库恩斯和康涅狄格州联邦参议员克里斯·墨菲都指责特朗普政府利用抗议活动来转移人们对其他事务的注意力，例如《大而美法案》。
纽约州众议员丹·戈德曼、密西西比州众议员本尼·汤普森及前美国国会警察哈里·邓恩（后者曾在2021年1月6日的国会山骚乱中在场）指责特朗普政府虚伪，认为特朗普对国会大厦袭击事件和洛杉矶抗议活动的反应存在差异。戈德曼表示，“唐纳德·特朗普赦免了1500名殴打警察和叛乱分子，无视法庭命令，并将起诉武器化，以对抗其政治对手。然而，当美国人抗议他未经正当程序就驱逐非暴力、非犯罪移民的行为时，他却假装关心‘法律和秩序’。”
相反，民主党参议员约翰·费特曼指责民主党没有谴责抗议活动中的暴力行为，他写道：“当我们拒绝谴责纵火焚烧汽车、破坏建筑物和袭击执法人员的行为时，我的政党就失去了道德制高点。”肯塔基州参议员兰德·保罗批评民主党对抗议活动的反应“令人震惊”，他说：“你们让一座城市陷入火海。你们看到人们挥舞着外国国旗游行，人们在洛杉矶挥舞着墨西哥国旗游行，抵制联邦法律，干涉联邦法律。你们的州长和市长，都是民主党人，却说他们会干涉，不会维护联邦法律。” 阿肯色州参议员汤姆·科顿在《华尔街日报》的一篇专栏文章中呼吁“以压倒性的武力结束骚乱”。科顿和佛罗里达州参议员里克·斯科特都将抗议活动归咎于民主党。
美国前众议院议长南希·佩洛西表示，特朗普政府在洛杉矶的“升级和挑衅加剧了紧张局势，煽动了暴力”，形容“这是通往暴政之路上独裁主义的标志——所有美国人都应该对总统公然无视我们的宪法制度感到震惊和惊骇”。
22位民主黨籍州長發表聯合聲明譴責川普部署國民警衛隊是濫用權力，前副總統賀錦麗批評川普是「挑動混亂、製造恐慌」。

#### 机构
6月8日，抗议者破坏并点燃了五辆Waymo自动驾驶汽车，此后该公司表示已关闭前往洛杉矶市中心的服务，并限制了在旧金山的服务。
讽刺新闻网站“洋葱报”发表文章，戏仿地方政府和联邦政府对抗议活动的回应。继特朗普于6月9日倡议逮捕纽森州长后，《洋葱报》发表《移民与海关执法局发布加文·纽森斩首视频》（"ICE Releases Gavin Newsom Beheading Video"），讽刺伊斯兰国斩首事件。另一篇文章《抗议者敦促不要给特朗普政府已经做的事情找借口》（"Protesters Urged Not To Give Trump Administration Pretext For What It Already Doing"）是在巴斯市长6月11日发表讲话后发表的。
YouGov对4,200名美国成年人进行的民意调查显示，36%的人支持抗议活动，45%的人反对，19%的人不确定。同一项民意调查还发现，47%的人反对特朗普向该地区派遣美国海军陆战队，而支持该行动的比例为34%；45%的人反对特朗普派遣国民警卫队，而支持该行动的比例为38%。

### 国际
中華人民共和国、菲律宾、印度尼西亚、日本和英国的政府或领事馆已向其在洛杉矶的公民发布了针对抗议活动的警告。香港特区政府也警告前往美国的公民在持续的抗议活动期间采取安全预防措施。
伊朗政府利用抗议活动嘲讽特朗普政府，一个隶属于伊朗伊斯兰共和国武装部队的账户发布了一张抗议者手持墨西哥国旗的照片，并配文“让墨西哥再次伟大！”。《德黑兰时报》刊登标题为“让美国再次被镇压”的新闻，引用特朗普的口号“让美国再次伟大”。